# Joel Robles
Joel Robles Blázquez (* 17. Juni 1990 in Getafe) ist ein spanischer Fußballspieler. Er steht aktuell bei al-Qadisiyah unter Vertrag.

## Karriere
Seine Ausbildung erhielt er beim FC Getafe, von wo er 2005 zu Atletico Madrid kam. 2008 spielte er seine erste Saison in der Reservemannschaft von Atlético in der spanischen Segunda División B (Dritte Leistungsstufe in Spanien). Am 27. Dezember 2009 unterzeichnete er seinen ersten Profivertrag, der bis 2014 lief. Das Erstligadebüt hatte er am 9. Mai 2010 gegen Sporting Gijón (1:1), da der erste Torhüter für das Euroleague-Finale gegen Fulham geschont wurde und der zweite Torwart nach zehn Minuten eine Knieverletzung erlitten hatte. Zu Beginn der Saison 2011/12 war er kurzfristig Stammtorhüter für drei Europa-League-Spiele, da nach dem Abgang von David de Gea und dem noch im Heilungsprozess befindlichen Sergio Asenjo kein anderer Torhüter zur Verfügung stand. Doch nach der Verpflichtung auf Leihbasis von Thibaut Courtois und der vollständigen Genesung von Asenjo war er fortan nur mehr die dritte Wahl.
Am 18. Januar 2013 wechselte Robles auf Leihbasis zu Wigan Athletic in die englische Premier League. Nach nur sechs Monaten bei Wigan und nur 13 Einsätzen wechselte er zum FC Everton, bei dem er am Boxing Day 2013 sein Debüt gab.
Im August 2022 unterschrieb Joel Robles einen Einjahresvertrag beim englischen Erstligisten Leeds United.
Im Sommer 2023 wechselte er nach Saudi-Arabien zu al-Qadisiyah.

## Titel und Erfolge
- U-21-Europameister: 2013